# Српске православне светиње и споменици у Призрену
Српске православне светиње и споменици у Призрену је систематизован приказ верских и историјских објекта који су у различитим историјским периодима, стваране, девастиране и поново обнављане. Према тренутном стању овог културно-историјског наслеђе ове светиње могу се поделити у у три категорије: уништене православне светиње, демолиране, опљачкане и спаљене православне светиње и девастирани споменици. Према подацима Српске православне цркве од оснивања Призренске Митрополије 1019. године до данас у овом граду постоји или је постојало 33 српских православних светиње и споменика.
Јуна 1999. године Призрен је под претњама и психозом страха напустило скоро 20.000 становника, сви Срби, велики број Муслимана и Рома, као и део Турака. Они који су тада поверовали речима међународних снага да ће их заштити — убијени су на кућном прагу, или им се губи сваки траг. Тада су опљачкане или спаљене скоро све српске куће у Призрену. Оно што је преостало уништено је у седамнаестомартовском погрому 2004. године, када су протерани и малобројни преостали Срби. Тада су спаљене или руиниране скоро све значајније православне светиње, Српски средњовековни споменици културе у Призрену и околини.
Девастирани и уништене православне светиње делимично су обновљени, Призренска Богословија примила је другу генерацију ђака, и данас има укупно 24 ученика; 13 ученика првог разреда и 11 ученика другог разреда који су у Призрену завршили претходну годину. Реновирано је свега десетак српских кућа и забележен повратак двадесетак расељених Призренаца, али да ли је то довољно, да се очувају православне светиње у Призрену?

## Историјат
Косово и Метохија, два централна региона дугогодишње српске државе, одраз су српског духовног и културног идентитета и државности од средњег века до данашњих дана. Историја Косова и Метохије је уско повезана како са историјом средњовековне српске државе, тако и са градом Призреном у коме се развијала и опстајала Митрополија српске православне цркве. О томе најбоље говоре бројни манастири, цркве и остали споменици културе, који сведоче о вековној повезаности цркве и народа у овом граду.
Призрен је у римско доба био један од главних градова на путу из скадарског приморја у унутрашњост Балканског полуострва. У доба Византије познат је као Приздријан и помиње се у 11. веку, у време устанка македонских Словена и Бодинове борбр са Византијом.
Жупан Стефан Немања освојио је привремено Призрен, 1189/1190. године да би га потом његов син Стефан Првовенчани око 1214. године припојио српској средњовековној држави. Од тада Призрен се нагло развијао и постао један од првих међу малобројним градовима средњовековне Србије. Његово економско јачање пада нарочито у време краља Милутина и царева Душана и Уроша, јер је повремено био и њихова престоница. Тако Призрен постаје не само царско већ и значајно верско и културно упориште, у коме су се градили нови и обнављали стари храмови и споменици.
Призрен је био чувено тржиште, а једно време и престоница српске средњевековне државе.
Како је већи број црква у Призрену изграђена у 14. веку може се претпоставити да је то било у периоду када је према повељи манастира Светог Петра Коришког, односно старцу Григорију (која је датирана на 19. мај 1343. године), каже се да је Душан (тада краљ) дошао у Призрен,...обновити и с здати црк в манастир Краљевства ми. После тог његовог боравка настало је много цркава на Косову и неколико манастира и цркава у Призрену. У време цара Душана на простору Косова било је око 1.300 манастира и цркава а од тога у Призрену и околини око 200. До данас је сачувана евиденција о 33 сакрална објекта и споменика културе.
О боравку цара Душана у јесен 1347. године у Призрену сазнајемо и из једног његовог писма Дубровнику, у коме се каже: quando la segnoria imperial venie a Presariu ud INCHARAR la sua acelesia de Santo Archangelo. Боравак краља Душана 30. септембра 1341. године није био у вези са манастиром Светог Арханђела, док су остала три боравка везана за подизање истог. После смрти цара Уроша Призрен је држао краљ Вукашин до 1317. године, а потом Ђурђе Балшић од 1372. до 1376. године.
У руке Османлија Призрен је пао после Новог Брда 1455. године, и био је под њиховом влашћу све до ослобођења 1912 године.
После аустријског слома и велике сеобе под патријархом Арсенијем III Чарнојевићем 1690. године записао је у летописима „да је Призрен тако опустео да на његовим трговима расте толика трава да је косци косе“.
Цркве у Призрену су, у овом за Српски народ и Призрен тужном периоду, деценијама биле запуштене, прекривена коровом и озбиљно оштећене. Наиме османлије су граду на обали Бистрице дизали нову урбану структуру формирањем чаршија и махала и изградњом монументалних исламских грађевина (Синан пашина џамија, Мехмед пашина џамија, Амам, Сахат кула, Камени мост и др). Док су истовремено уништавали српске средњовековне цркве и претварали их у џамије. Тако је црква Богородице Љевишке претворена у џамију а на деловима рушевина манастира Светих Архангела саграђена је Синан пашина џамија.
После смрти митрополита Јевсевија, 1789. године, администрацију над Призренском епархијом преузео је рашки митрополит Јоаникије. У његово време (1808), Рашка епархија је спојена с Призренском у једну Рашко-призренску епископију.
Године 1878. на скупу муслимана са Косова и Метохије и делова Албаније у Бајракли џамији основана Призренска лига, са циљем спречавања остварења одлука Берлинског конгреса и онемогућавања припајања територија које су припале Црној Гори и Србији, као и постављања питања албанске аутономије у оквиру Турске.
Призрен је, после пуних 457 година робовања под Османлијским царством, 17. октобра 1912. године ослободила српска војска.
За време Првог светског рата био је поново окупиран, овога пута од бугарске војске.
Између два светска рата Призрен је био у саставу Краљевине Југославије. У том период обновљено је доста старих цркава из Средњег века, а изграђено је и неколико споменика ослободиоцима Призрена и палим борцима у балканским ратовима и Првом светском рату.
Током Другог светског рата од немачке и италијанске војске и под њиховим туторством Призрен је прикључен тзв. „Великој Албанији“. Ослобођен је 19. новембра 1944. године.
После Другог светског рата долази до свестраног развоја Призрена. Развијају се привреда, просвета, култура, здравство, саобраћајнице, а то је праћено великим порастом броја становника, великим прираштајем и досељавањем у корист Албанаца. У овом периоду дешавају се и велика исељавања Срба и Турака.
Агресивна политика Албанаца, лишена свих цивилизацијских тековина, задњих године 20. века и првих деценија 21. века допринела је да се на очиглед светске јавности у континуитету уништавају најзначајнијих објекти европског средњовековног наслеђа у Призрену. Она истовремено указује и на претензије Приштине да за потребе утемељења тзв. државе Косово не само промовише себе у јединог баштиника исламског наслеђа, него и да присвоји српско културно наслеђе, и томе са простора Косова и Метохије протера православно становништво, што им је у Призрену и успело, јер је град практично без Срба православне вере.
На то указују и чињенице да је Призрену, у коме је некада било 25 средњовековних храмова, три манастира, Богословија и Резиденција епископа, све спаљено и уништено у мартовској агресији 2004. 

## Списак православних светиња и споменика у Призрену
| Р.б. | Слика светиње или споменика | Назив светиње или споменика                                       | Кратак опис и стање |
| ---- | --------------------------- | ----------------------------------------------------------------- | --- |
| 1.   |                             | Црква Богородице Љевишке                                          | Црква која је задужбина краља Милутина, подигнута је у периоду 1306—1307. на остацима катедрале из 13. века, која је такође основана на месту старије, ранохришћанске цркве. Црква је историјско седиште епископа призренског Српске православне цркве. Првобитна грађевина из 13. века била је тробродна базилика, са три апсиде на истоку и припрату на западу. Преуређењем у 14. веку главни брод је претворен у петокуполну целину, а бочни бродови су претворени у амбулаторијум. Најстарије сачуване фреске у цркви потичу из треће деценије 13. века (прикази Свадбе у Кани, Исцељење слепог и Богородица Елеуса са Христом хранитељем). Прве две се данас чувају у Галерији фресака при Народном музеју у Београду, док је трећа сачувана на јужном ступцу јужног брода цркве. Преостале фреске у Богородици Љевишкој су из 14. века и дело су мајстора Михаила Астрапе и његових помоћника, насликане између 1307. и 1313. године. Међу њима су циклуси великих празника, Христових мука, чуда и парабола, као и портрети светаца и српских историјских личности (Стефан Немања, Свети Сава, краљ Милутин). За време турске власти, у 18. веку, фреске су изубијане чекићем, покривене слојем малтера и прекречене, када је црква претворена у џамију. Фреске су поново откривене у периоду 1950—1952. Од доласка НАТО снага на Косово и Метохију (1999), црква је под заштитом немачких војника. И поред тога, црква је гађана из ватреног оружја и запаљена 17. марта 2004. од стране албанских вандала. Црква је стављена на Унескову листу светске културне баштине, као део ансамбла средњовековних споменика на Косову.       |
| 2.   |                             | Манастир Светих архангела                                         | Манастир је задужбина српског цара Душана Силног (краљ 1331 — 1346, цар 1346—1355), и налази се у кањону реке Бистрице. Грађен је у периоду од 1343. до 1352. године, на месту старије цркве у склопу тврђаве Вишеград као гробна црква цара Душана. који је пресудно утицао на настанак и развој Моравског стила. Унутар комплекса, који обухвата површину од око 6.500m², налазе се две цркве посвећене Светим архангелима (која је била Душанова гробна црква) и Светом Николи, које су грађене у рашком стилу, иако, попут Дечана, по времену градње и неким елементима припадају вардарском стилу. Манастир је након доласка Османлија 1455. године, опљачкан и зарушен, да би 1615. године био до темеља порушен, а његов материјал је искоришћен за градњу Синан-пашине џамије у Призрену. После окончања НАТО бомбардовања СРЈ и повлачења југословенских снага безбедности, обновљене објекте су припадници ОВК, након доласка КФОР-а, спалили и опљачкали у јуну 1999. године, што се поновило и током мартовских нереда 2004. |
| 3.   |                             | Црква Светог Спаса                                                | Црква је подигнута око 1330. у југозападном делу Призрена, на малој заравни испод градске тврђаве која доминира градом, у делу који је некада био српска четврт. Цркву је саградио властелин Младен Владојевић, који је потом 1348. храм приложио задужбини цара Душана (1346—1355) манастиру Светих архангела у кањону Призренске Бистрице. Албански екстремисти су је запалили и тешко оштетили током мартовских немира 2004. године, у присуству немачких припадника КФОР-а. |
| 4.   |                             | Црква Светог Димитрија                                            | Црква потиче из 13 или 14. век. Порушена је у 19. веку и на њеном месту се данас налази римокатоличка црква Дјевице Марије. |
| 5.   |                             | Црква Светог Николе „Кораћева црква“                              | ова црква која потиче из 14. века, претворена је у време владавине Османлија у џамију |
| 6.   |                             | Саборна црква Светог великомученика Ђорђа                         | Црква је изграђена 1887. године, док је звонара подигнута 1907, због дугог чекало на дозволу за градњу од стране османлијских власти. Након Првог светског рата (1922. године) у цркву је пренет иконостас Ћипровачке-Светониколајевске цркве апостола Петра и Павла из Сентандреје, рађен око 1720. године. Значајна збирка српских рукописних и штампаних књига, међу којима и Пергаментно јеванђеље из 13. века, пронађена је у Саборној цркви 1985. године. Црква је имала звоно које је граду поклонио краљ Петар I Карађорђевић приликом ослобађања од Турака, 17. октобра 1912. године. У току мартовски погрома 2004. године цркву су Албанци прво запалили, а потом минирали. |
| 7.   |                             | Црква Светог Бесребреника                                         | Црква која је настала у 19. века, подигнута на темељима старије цркве са неколико вредних икона из 18. и 19. века. |
| 8.   |                             | Црква Светог Пантелејмона                                         | Црква се налази у градској махали која је по њој добила име Пантелија. Реконструисана је 1937. на месту старе цркве из Средњег века. |
| 9.   |                             | Темељи цркве Светог апостола Томе                                 | Остаци ове цркве налазе се под призренском тврђавом „Каљајом“ |
| 10.  |                             | Остаци цркве Светог Прокопија                                     | Црква се налази у махали Пантелија |
| 11.  |                             | Црква Свете Ане                                                   | На рушевинама цркве подигнута је џамија Мустафе Паше |
| 12.  |                             | Црква Светог Атанасија                                            | Ова црква налази се у призренској тврђави „Каљаја“. На њеном месту је Емин паша Ротули (Албанац) подигао џамију и сахат-кулу 1805. године. Џамију су касније порушили Бугари у Великом рату. |
| 13.  |                             | Остаци цркве Светих апостола Петра и Павла                        | Остаци цркве налазе се на левој страни реке Бистрице. |
| 14.  |                             | Црква Светог пророка Илије                                        | Црква је заједно са старим српским гробљем постојала све до 1915. године. |
| 15.  |                             | Богојављенска црква                                               | На њеним темељима подигнута је џамија у Мараш-махали |
| 16.  |                             | Преображењска црква                                               | По предању ово је била капела двора цара Душана, која се налазила на месту данашње џамије Мехмед Паше |
| 17.  |                             | Црква Светог Николе „Градска црква“                               | Црква, за коју се сматра да је из 14. века, помиње се у записима о древној Вишеградској тврђави, и налазила се изнад манастира Светих Архангела. |
| 18.  |                             | Госпојинска Црква                                                 | Црква се помиње у хрисовуљи цара Душана из 1348. године |
| 19.  |                             | Манастир Светог Варваре                                           | Овај манастир у Призрену са својим имањима, помиње се у турском тефтеру из 1526—1559. године |
| 20.  |                             | Остаци пећинске цркве и манастира                                 | Остаци ове пећинске цркве налазе се у близини места званог „Голем камен“ код Призрена |
| 21.  |                             | Црква Светог Николе „Рајкова црква“                               | Саграђена је у 14. века, обновљена 1857. године. У њој се налази вредна икона из 16. века. |
| 22.  |                             | Стара црква Светог Ђорђа (Руновића црква)                         | Цркву су с краја 15. века и почетком 16. века подигла браћа Руновић и посветили је Светом Ђорђу, на простору који је био празан. Около, и поред цркве, било је старо српско православно гробље све до 1866. године. Касније су око цркве отварани дућани. Како гробље није било ограђено са јужне стране, у доба османлијске владавине од стране припадника друге вере често је девастирано и скрнављено. Срби су се обрате Махмут паши Ротулу, за помоћ, и он им је дозволио да ограде простор. Том приликом искоришћена је ова сагласност да се црква продужи четири-пет метара са западне стране. У новоизграђени простору, који је био намењен женама — „Женска црква“, обављана су и крштавање новорођене деце. Простор је решеткама био физички одвојен од „Мушке цркве“. Дограђени наставак, после изградње нове цркве Светог Ђорђа је порушен. У цркви су с почетка 21. века пронађени делови ктиторског натписа Драгослава и Беле Тутић из 1332. године са њихове задужбине цркве Светог Николе, метоха манастира Дечана, који се налази у бившој Дечанској, сада у улици Миладина Поповића бр. 3. Све док с краја 19. века није саграђена Саборна црква, под истим именом, Руновића црква била је главна црква у граду Призрену. Често је служила и као скривница за вредне иконе и књиге из цркава које су, пред најездом Османлија или Албанаца, рушене или претваране у џамије. С краја 20. века, у време сукоба на Косову и Метохији 1999. године и НАТО бомбардовања СРЈ, служила је као складиште црквеног материјала. Као и већина цркава на Косову и Метохији, црква је временом у више наврата девастирана и преправљана. |
| 23.  |                             | Испосница Светог Николе                                           | Испосница, са остацима фресака из 14. века, налази се на путу између Призрена и манастира Светих Архангела. Ово је само једна од бројних испосница које су постојале у долини Призренске Бистрице. |
| 24.  |                             | Црква Свете Јелене                                                | Ова црква се налазила на месту џамије коју је на њеним остацима подигао Мустафа-паша Призренски |
| 25.  |                             | Остаци зграде старог митрополитског двора са владичанском капелом | Остаци ове светиње налазе се југоисточно од храма Богородице Љевишке. |
| 26.  |                             | Црква Светог Власија                                              | Ова црква се помиње у хрисовуљи цара Душана из 1348. године |
| 27.  |                             | Црква Светог Николе „Тутићева црква“                              | Ктитор цркве је био властелин Драгослав Тутић, (монах Никола), са супругом Белом, који је касније постала део властелинства манастира Високи Дечани. Црква грађевина малих димензија, једнобродне основе, док су се у њеној унутрашњости очували трагови живописа. Црква је обновљена у периоду од 1967. до 1970. године. Током Мартовског погрома над Србима 2004. године, црквица Светог Николе је, спаљена и тешко оштећена. Наредних година, на црквици су обављани радови да би се вратила у своје првобитно стање. |
| 28.  |                             | Црква Свете Недеље                                                | Црква је са сачуваним темељима цркве Ваведења Пресвете Богородице. Према пронађеном ктиторском натпису, храм је задужбина младог краља Марка Мрњавчевића (1371 — 1395) из 1370/1371. године. У цркви се налазе преостали делови фрескописа из 14. века. Налази се у делу града под именом Поткаљаја, који је раније био српска четврт, на падини брда изнад града, на чијем врху се налазе остаци Призренске тврђаве тзв. „Каљаје“. Црква је једнобродна грађевина, малих димензија, са осмостраном куполом, зидана каменом и опеком, са мало сачуваног живописа у њеној унутрашњости. Током Мартовског погрома на Косову 2004. године, спаљена је и тешко оштећена. Албанци су цркву спалили и тешко оштетили. Током наредних година, на црквици су обављани радови да би се вратила у своје првобитно стање. Црква се налази у древном призренском насељу Поткаљаја у коме су пре рата већином живели Срби. Насеље данас подсећа на „град духов“а јер су све куће у рушевинама и зарасле у вегетацију. Током наредних година, црква је обнављана како би се вратила у своје првобитно стање. |
| 29.  |                             | Црква Светог Стефана                                              | Црква је задужбина краља Милутина. Изграђена је с почетка 14. века. Данас је порушена и на њеном простору налази се темељи албанских кућа. |
| 30.  |                             | Споменик српским борцима                                          | Споменик је посвећен борцима из Балканских ратова и Великог рата |
| 31.  |                             | Спомен капела српским ратницима                                   | Капела је посвећена палима борцима за ослобођења Призрена 1912. године и Првом светском рату |
| 32.  |                             | Студенац „Косово“                                                 | Студенац „Косово“ је спомен чесма подигнута у част официра и војника 3. српске армије који су ослободили Призрен 1912. године |
| 33.  |                             | Споменик цару Душану                                              | Споменик се налазио испред цркве Светог Ђорђа. Миниран је од стране Албанаца у јуну 1999. године. |
| 34.  |                             | Црква Светих Козме и Дамјана                                      | Црква је посвећена Светим Врачевима Козми и Дамјану. Подигнута је с краја 19. века на темељима старије храма. Саграђена је као једнобродна грађевина пресведена полуобличастим сводом и са апсидом ексцентрично постављеном у односу на подужну осу грађевине. Црква није живописа, а у њој не постоје предмета од уметничког значаја. У мартовском погром 2004., црква је прво опљачкана и оскрнављена, а потом девастирана и разрушена 2004. године. И поред радова изведених од 2012. до 2013. године на санацији и поправци црква није у употреби. |
| 35.  |                             | Богословија Светог Кирила и Методија у Призрену                   | Богословија је основана 1. октобра 1871. из више разлога, пре свега јер Призрен био седиште српског културног живота на овом простору и друго зато што је у њему постојао руски конзулат, који је обећавао заштиту. Школа је почела да ради са 15 ђака за које је у Београду састављен наставни план и програм. Школовање је трајало три године, а право уписа имали су ђаци који су завршили основно четворогодишње образовање. Албанци су зграду Богословија у запалили 2004. године. |